# Шарет (Изер)
Шарет (фр. Charette) насеље је и општина у источној Француској у региону Рона-Алпи, у департману Изер која припада префектури Ла Тур ди Пен.
По подацима из 2011. године у општини је живело 469 становника, а густина насељености је износила 41,65 становника/km². Општина се простире на површини од 11,26 km². Налази се на средњој надморској висини од 248 метара (максималној 350 m, а минималној 240 m).

## Демографија
| 1962. | 1968. | 1975. | 1982. | 1990. | 1999. | 2011. |
| ----- | ----- | ----- | ----- | ----- | ----- | ----- |
| 175   | 194   | 189   | 197   | 232   | 281   | 469   |

График промене броја становника у току последњих година